# Bảo hiểm Xã hội Bộ Quốc phòng (Việt Nam)
Bảo hiểm xã hội Bộ Quốc phòng là cơ quan đầu ngành về lĩnh vực bảo hiểm xã hội trong quân đội trực thuộc Tổng cục Chính trị, đặt dưới sự quản lý trực tiếp của Thủ trưởng Tổng cục Chính trị về tổ chức, cán bộ và sự chỉ đạo, hướng dẫn nghiệp vụ của Bảo hiểm xã hội Việt Nam.

## Chức năng Nhiệm vụ
- Bảo hiểm xã hội Bộ Quốc phòng có chức năng quản lý và tổ chức thực hiện toàn bộ các chế độ, chính sách bảo hiểm xã hội, bảo hiểm y tế cho sĩ quan, quân nhân chuyên nghiệp, hạ sĩ quan, binh sĩ, công nhân viên chức quốc phòng, lao động hợp đồng đang phục vụ trong quân đội và các đối tượng khác do pháp luật quy định (gọi chung là người lao động); bảo hiểm y tế đối với thân nhân quân nhân; quản lý phần quỹ bảo hiểm xã hội, bảo hiểm y tế được sử dụng trong quân đội theo quy định của pháp luật.
- Hàng năm lập kế hoạch thu, chi bảo hiểm xã hội, bảo hiểm y tế và quyết toán bảo hiểm xã hội, bảo hiểm y tế với các đơn vị trực thuộc Bộ Quốc phòng và với Bảo hiểm xã hội Việt Nam. Thực hiện thu, chi bảo hiểm xã hội, bảo hiểm y tế hàng tháng đối với từng đơn vị, từng người lao động theo quy định của pháp luật.
- Tiếp nhận hồ sơ, giải quyết chế độ bảo hiểm xã hội, bảo hiểm y tế theo đúng quy định của pháp luật. Giới thiệu người lao động về nhận lương hưu, trợ cấp bảo hiểm xã hội hàng tháng tại các tỉnh, thành phố.
- Tuyên truyền, phổ biến chế độ, chính sách, pháp luật về bảo hiểm xã hội, bảo hiểm y tế trong quân đội; hướng dẫn thủ tục thực hiện chế độ bảo hiểm xã hội, bảo hiểm y tế đối với người lao động, người sử dụng lao động. Phát hành Tờ tin Bảo hiểm xã hội trong quân đội và xây dựng nội, chương trình hoạt động thường xuyên của Trang tin điện tử công tác bảo hiểm xã hội, bảo hiểm y tế trong quân đội.
- Cấp sổ bảo hiểm xã hội, thẻ bảo hiểm y tế cho từng người lao động; xác nhận bảo lưu thời gian đóng bảo hiểm xã hội khi người lao động phục viên, xuất ngũ, nghỉ việc mà không hưởng trợ cấp bảo hiểm xã hội một lần.
- Thực hiện toàn diện Luật Bảo hiểm y tế, gồm: Phát triển đối tượng, thu bảo hiểm y tế; cấp thẻ bảo hiểm y tế cho công nhân viên quốc phòng, lao động hợp đồng, thân nhân quân nhân và các đối tượng khác theo quy định của pháp luật; giám định bảo hiểm y tế trực tiếp các bệnh viện và bệnh xá quân đội. Cấp kinh phí và quyết toán kinh phí bảo hiểm y tế và bảo đảm trang thiết bị y tế từ nguồn quỹ bảo hiểm y tế kết dư cho các bệnh xá, bệnh viện quân đội. Thực hiện bảo hiểm thất nghiệp cho lao động hợp đồng trong quân đội. Thực hiện bảo hiểm xã hội tự nguyện cho một số đối tượng có liên quan trong quân đội.
- Quản lý phần quỹ bảo hiểm xã hội, bảo hiểm y tế được sử dụng trong quân đội theo quy định của pháp luật. Thực hiện các biện pháp bảo toàn và tăng trưởng quỹ bảo hiểm xã hội. Giới thiệu người lao động đi giám định mức suy giảm khả năng lao động tại Hội đồng Giám định y khoa khi giám định lại và giám định tổng hợp, giám định bệnh nghề nghiệp.

## Lãnh đạo hiện nay
- Giám đốc: Thiếu tướng Cao Xuân Thắng
- Phó Giám đốc: Đại tá Trần Ngọc Duy
- Phó Giám đốc: Đại tá Phan Vũ Toàn

## Tổ chức Đảng
Từ năm 2006 thực hiện chế độ Chính ủy, Chính trị viên trong Quân đội. Tổ chức Đảng bộ trong Bảo hiểm xã hội Bộ Quốc phòng theo phân cấp như sau:
- Đảng bộ Bảo hiểm xã hội Bộ Quốc phòng là cao nhất.
- Chi bộ các cơ quan đơn vị trực thuộc Bảo hiểm xã hội Bộ Quốc phòng

## Tổ chức chính quyền
- Phòng Kế hoạch - Tổng hợp[3]
- Phòng Chế độ - Chính sách[3]
- Phòng Thu sổ, thẻ[3]
- Phòng Kế hoạch tài chính[3]
- Phòng Bảo hiểm y tế[3]
- Phòng Công nghệ thông tin[3]
- Ban Hành chính [3]

## Giám đốc qua các thời kỳ
- 2008-2017: Hồ Thủy, Thiếu tướng (2012) (N tướng thứ 4 của Quân đội)
- 2017-2021, Nguyễn Văn Định, Đại tá
- 2021-nay, Cao Xuân Thắng, Thiếu tướng